# Cagliari Baseball Softball Club
Il Cagliari Baseball Softball Club è una squadra di baseball avente sede nell’omonimo capoluogo sardo e militante in Serie A.

## Storia
Nacque nel 1968.
Dopo varie stagioni passate tra il secondo e il terzo livello del campionato italiano, accede per la prima volta al massimo quando Serie A1 e Serie A2 si uniscono in Serie A. In tale occasione vince il girone B, superando Senago e Brescia, qualificandosi per la seconda fase, dove tuttavia non ottiene nemmeno un successo.

## Impianto di gioco
Non disponendo di un proprio campo, nel 2021 ha disputato le gare casalinghe presso il campo Carlo Tosi di Senago, dal 2022 al Campo Comunale di Iglesias.